# Ідеальна втеча
«Ідеальна втеча» (англ. A Perfect Getaway) — американський трилер режисера Девіда Туї, світова прем'єра якого відбулася 6 серпня 2009 року.

## Сюжет
Молодята Сідні та Кліфф проводять медовий місяць на Гаваях. Під час поїздки на пляж вони зустрічають пару молодят — Клео і Кейла, які просять їх підвезти. Однак Кліфф відчуває дискомфорт поряд з високим, сильним й упевненим в собі Кейлом. Сідні й Кліфф відмовляються, зіславшись на те, що їм не по дорозі.
Прибувши на пляж, вони вирушають у похід по острову, де зустрічають привітного і спортивного хлопця на ім'я Нік та його дівчину Джину. Нік не розлучається зі своєю флягою та бойовим ножем, майстерно користується мисливським луком, а Джина настільки вправна, що може розібрати оленя майже без допомоги ножа. Під час спілкування вони відкривають одне одному чимало особистого та вирішують продовжити подорож разом.
Але незабаром вони дізнаються, що на островах відбуваються вбивства молодих пар, і поліція підозрює в цьому чоловіка та жінку, які працюють у парі. У Кліффа й Сідні виникають підозри, що Нік і Джина можуть бути цими вбивцями. Проте у них немає вибору: вони бояться, що якщо спробують утекти, їх одразу ж уб'ють. Підозри між парами зростають, але в той момент, коли вони вже готові розійтися, стається неочікуване: Клео і Кейла, яких Сідні й Кліфф зустріли дорогою на пляж, заарештовують. Поліція знаходить у їхніх речах докази, які підтверджують, що саме вони вчиняли злочини.
Діставшись віддаленого пляжу, Кліфф переконує Ніка дослідити морську печеру, поки Сідні та Джина залишаються на пляжі. Опинившись у печері, Нік розуміє, що його обдурили. З'ясовується, що справжні Кліфф і Сідні — це неопізнані жертви вбивства, а пара, що видає себе за них — самозванці. Чоловіка, що прикидався Кліффом насправді звати Роккі, і саме він з подружкою вчиняли вбивства на острові. Джина стає свідком того, як Роккі стріляє в Ніка. «Сідні» та Джина вступають у сутичку, і Джина скидає «Сідні» зі скелі в море, але тій вдається втекти на човні. Роккі наказує «Сідні» доповісти поліції, що ніби-то Нік і Джина — справжні вбивці. Тим часом Роккі продовжує переслідувати Джину, намагаючись її вбити.
Погоня закінчується несподіваною появою Ніка, який вижив завдяки металевим пластинам у голові, імплантованим через військову травму. Нік перемагає Роккі і тримає його під прицілом, але в цей момент прибуває поліцейський гелікоптер. «Сідні» попереджає Ніка, що його застрелять, якщо він не відпустить Роккі. Нік намагається вбити Роккі, але Джина змушує його відступити. «Сідні» спостерігає, як Джина й Нік обіймаються, після чого заявляє, що саме Роккі — убивця. Поліція стріляє в Роккі, коли той спрямовує пістолет на Ніка й Джину.
Повертаючись на гелікоптері, Нік робить Джині пропозицію.

## В ролях
- Кріс Гемсворт — Кейл
- Мілла Йовович — Сідні
- Тімоті Оліфант — Нік
- Стів Зан — Кліфф Андерсон
- Марлі Шелтон — Клео
- Кайлі Санчез — Джина
- Голт Маккелені — лейтенант поліції
- Дейл Діккі — мама
- Тревіс Віллінгем
- Венді Браун
- Кеті Чонакас
- Пітер Неві Туясосопо
- Торі Кіттлз
- Мерседес Леггетт
- Наталі Гарза
- Анджела Сунь
- Елізабет Максвелл
- Брайан Лестер
- Лейф Рідделл
- Брендон Олів
- Метт Бірман

## Створення
Зйомки фільму проходили в Пуерто-Рико, на Гавайських островах і Ямайці.

## Маркетинг
Вигадане інформаційне агентство Global Digital News, створення якого приписують Universal Pictures, відзняло телерепортажі, в яких детально описано низку вбивств молодіжних пар. Вони були опубліковані на каналі YouTube під виглядом місцевої телепрограми новин.

## Сприйняття
На сайті-агрегаторі рецензій Rotten Tomatoes фільм отримав 62 % схвальних відгуків на основі 138 оглядів з середнім рейтингом 5.8/10. На веб-сайті Metacritic картина має 22 відгуки критиків з середнім балом 63 зі 100.